# Butia archeri
Butia archeri är en enhjärtbladig växtart som först beskrevs av Sidney Frederick Glassman, och fick sitt nu gällande namn av Sidney Frederick Glassman. Butia archeri ingår i släktet Butia och familjen Arecaceae. Inga underarter finns listade i Catalogue of Life.

## Bildgalleri

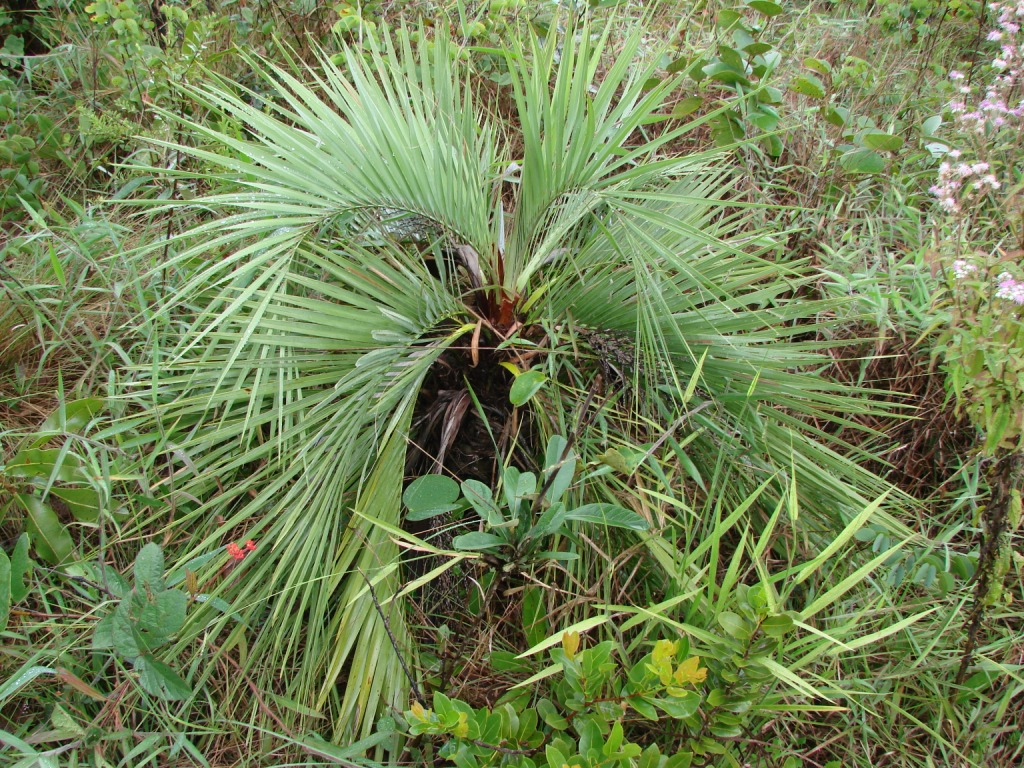